# Bendir
Il Bendir (abendair / abendaïr ; plurale bnader) è un tamburo a cornice originario del Nordafrica. Largamente diffuso dal Maghreb al Medio Oriente, il suo uso è legato alle tradizioni e alle cerimonie legate al dhikr.

## Struttura
La cornice è in legno, del diametro generalmente compreso tra 40 e 70 cm. Non presenta cembali, a differenza del tamburello o del riqq egiziano. Spesso possiede un foro sul lato, dove inserire il pollice per facilitare la presa e il controllo dello strumento. La membrana è di pelle di capra e viene incollata o talvolta inchiodata sulla cornice.
Sotto la pelle sono tese alcune corde di risonanza che danno al tamburo un classico suono "ronzante" e svolgono la stessa funzione della cordiera in un rullante. In origine, queste stringhe erano in budello animale, ma negli strumenti più turistici e commercializzati oggi è largamente diffuso il nylon.

## Tecnica

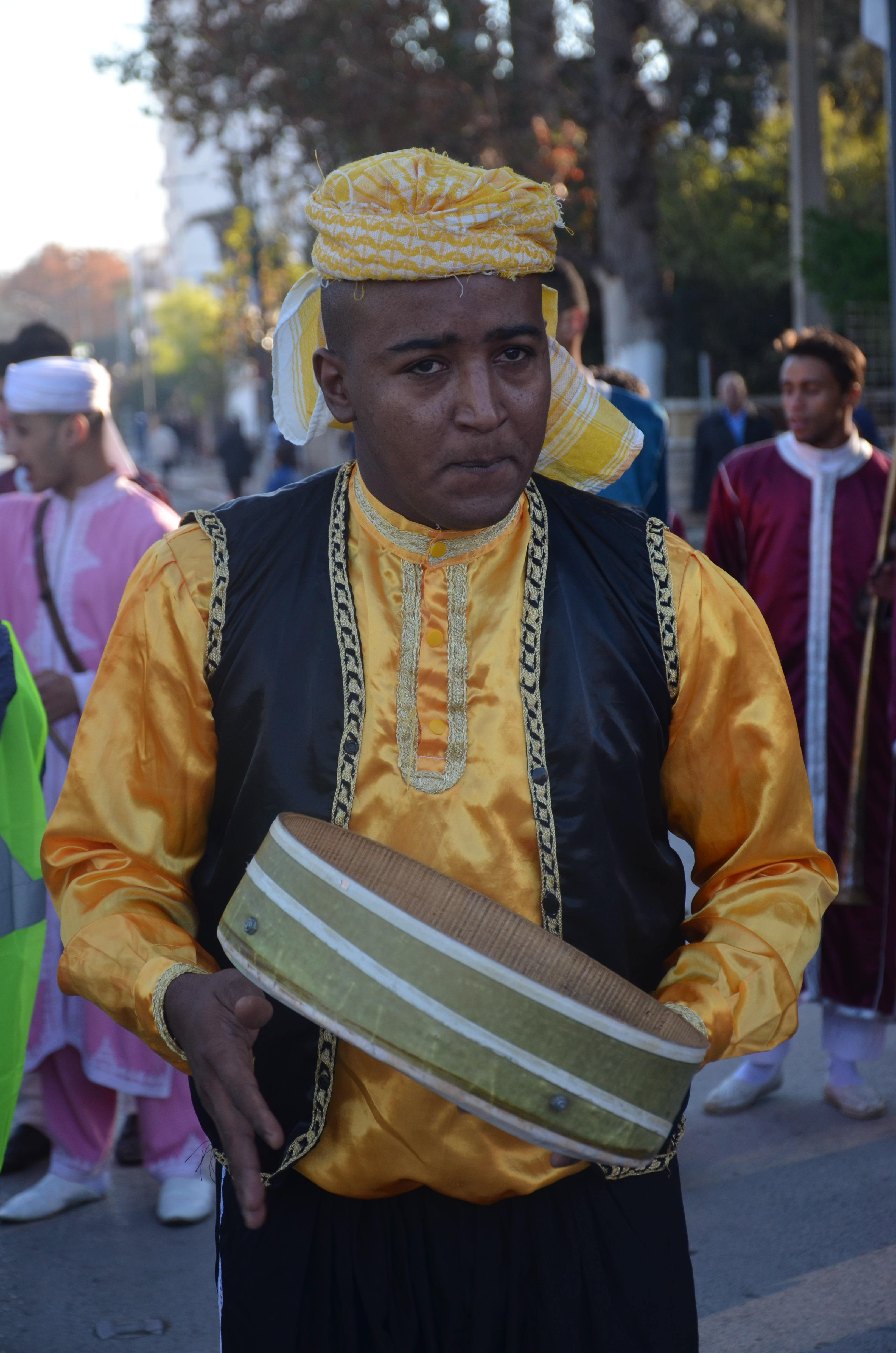
Bendir.

Normalmente viene sorretto dalla mano sinistra, in particolare dal pollice. La mano destra, libera, produce i suoni in rilievo, quali Dum, dove tutte e quattro le dita colpiscono insieme il bordo del tamburo e Pa, dove le dita tenute allargate colpiscono il centro del tamburo non facendo risuonare la pelle. Accenti deboli sono suonati anche dalle dita libere della mano sinistra.

## Tradizioni
Il Bendir è utilizzato per le cerimonie mistiche del dhikr, ma privo di corde di risonanza (vengono sollevate grazie ad uno spessore). Il caratteristico ronzio che queste producono, è considerato "profano" e adatto più alla musica da ballo femminile che ai rituali tipicamente maschili.